# نییر
نییر (به هلندی: Neer) یک منطقهٔ مسکونی در هلند است که در لئودال واقع شده‌است. نییر ۳٬۴۴۰ نفر جمعیت دارد.